# 시시오리정
시시오리정(鹿折町)은 1953년까지 미야기현 모토요시군에 있던 정이다. 현재의 게센누마시 중북부에 해당한다.

## 역사
- 1889년 4월 1일 - 정촌제 시행과 함께 구 시시오리촌 단독으로 촌제를 시행해 시시오리촌이 성립하였다.
- 1951년 4월 1일 - 정으로 승격해 시시오리정이 되었다.
- 1953년 6월 1일 - 게센누마정, 마쓰이와촌과 합병해, 게센누마시가 되었다.

## 교통

### 철도
- 일본국유철도
  - 오후나토 선